# Инцерсдорф-им-Кремсталь
Инцерсдорф-им-Кремсталь (нем. Inzersdorf im Kremstal) — коммуна (нем. Gemeinde) в Австрии, в федеральной земле Верхняя Австрия. 
Входит в состав округа Кирхдорф-на-Кремсе.  Население составляет 1823 человека (на 31 декабря 2005 года). Занимает площадь 23 км². Официальный код  —  40 904.

## Политическая ситуация
Бургомистр коммуны — Франц Гегенлайтнер (АНП) по результатам выборов 2003 года.
Совет представителей коммуны (нем. Gemeinderat) состоит из 19 мест.
- АНП занимает 11 мест.
- СДПА занимает 7 мест.
- АПС занимает 1 место.